# جوزف پارنس
جوزف پارنس (به انگلیسی: Joseph Parnes)، (زادهٔ ۲۳ نوامبر ۱۹۴۶ در کرمانشاه - )، تاجر آمریکایی و یک مشاور سرمایه‌گذاری ثبت‌شده است که به خاطر مشارکتش در فروش استقراضی شناخته شده‌است. جوزف پارنس رئیس مشاوران سرمایه‌گذاری تکنومارت، و سردبیر یک مجلهٔ بازار به نام شورتکس (Shortex) است. استراتژی سرمایه‌گذاری او به عنوان یک استراتژی معارض شناخته شده و همکاری منظمی با مجله‌های فوربس و فیوچر دارد. استراتژی کوتاه او به صراحت در مقالهٔ «و حالا دو کلمه دربارهٔ سمت تاریک ماجرا» مورد اشاره قرار گرفته‌است.